# Chopin. Pragnienie miłości
Chopin. Pragnienie miłości – polski dramat biograficzny z 2002 roku w reżyserii Jerzego Antczaka o losach miłości Fryderyka Chopina do francuskiej pisarki George Sand oraz skomplikowanych relacjach między parą zakochanych a jej dziećmi. Premiera odbyła się 1 marca 2002 w Warszawie.
Jerzy Antczak nakręcił jednocześnie dwie wersje filmu, polską trwającą 123 min. i angielską zatytułowaną Chopin. Desire for Love, która trwa 118 min. (zawiera o kilka scen mniej niż wersja polska) i była pokazywana w ponad 40 krajach świata. Film ukazał się na DVD m.in. w Stanach Zjednoczonych, Kanadzie, Rosji, Norwegii, Szwecji, Danii, Portugalii, Słowenii, Grecji, Ukrainie.

## Twórcy
- Jerzy Antczak − scenariusz i reżyseria
- Jadwiga Barańska − scenariusz, współpraca reżyserska
- Małgorzata Jurczak − kierownictwo produkcji
- Jerzy Maksymiuk − muzyka (aranżacje dzieł Fryderyka Chopina)
- Edward Kłosiński − zdjęcia
- Andrzej Przedworski − scenografia

## Obsada
- Piotr Adamczyk − Fryderyk Chopin
- Danuta Stenka − George Sand
- Adam Woronowicz − Maurice Sand, syn George
- Sara Müldner − Solange, córka George (jako dziecko)
- Bożena Stachura − Solange Sand, córka George (jako dorosła)
- Michał Konarski − Franciszek Liszt
- Jerzy Zelnik − Mikołaj, ojciec Chopina
- Jadwiga Barańska − Justyna, matka Chopina
- Anna Radwan − Ludwika, siostra Chopina
- Agnieszka Sitek − Izabela, siostra Chopina
- Andrzej Zieliński − Albert Grzymała, przyjaciel Chopina
- Jacek Rozenek − Felicien Mallefille, kochanek George Sand
- Janusz Gajos − wielki książę Konstanty
- Maria Gładkowska − wielka księżna Julia
- Anna Korcz − baronowa Rothschild
- Marian Opania − służący Jan
- Andrzej Szenajch − sędzia
- Ireneusz Machnicki − oficer
- Beata Chruścińska − gość na koncercie Chopina w salonie baronowej Rothschild
- Paweł Szwed − gość na koncercie Chopina
- Tadeusz Borowski − doktor Sanchez
- Maciej Wilewski − celnik na granicy
- Zbigniew Bogdański
- Ireneusz Dydliński
- Jerzy Felczyński
- Paweł Kleszcz
- Wacław Szklarski
- Jerzy Woźniak

## Plenery
- Polska: Warszawa (Kampus Główny Uniwersytetu Warszawskiego - ulice Paryża, Pałac Tyszkiewiczów - siedziba księcia Konstantego, klatka schodowa jednego z mieszkań Chopina, Pałac Kazimierzowski - siedziba księcia Konstantego; Łazienki Królewskie - sala koncertowa 2 występów Chopina), Pałac w Otwocku Wielkim (3 paryskie mieszkania Chopina), Stare Miasto w Lublinie (ulice Warszawy i Paryża), pałac w Kozłówce (filmowe Nohant, salon baronowej Rodschild), okolice Lubartowa.
- Zagranica: Paryż, Majorka (w okresie od czerwca do października 2000)[1].

## Inne informacje
W jednej ze scen Fryderyk Chopin mówi do Alberta Grzymały, że jego ojciec zmarł 17 maja. W rzeczywistości ojciec Chopina, Mikołaj, zmarł 3 maja.
Partie fortepianu do filmu nagrał Janusz Olejniczak, a Piotr Adamczyk i dubler jego dłoni - Paweł Mazurkiewicz, w trakcie kręcenia filmu, grali je na tzw. suchej klawiaturze, która nie wydaje dźwięków. Fragment Preludium deszczowego, na rozstrojonym fortepianie, gra Piotr Adamczyk.
Filmowe postacie Danuty Stenki i Piotra Adamczyka w trakcie kręcenia filmu posadziły platanowiec w ogrodzie Pałacu Zamoyskich w Kozłówce, który rośnie tam do dziś i nosi imię Fryderyk.